# Stokota N.V.
Stokota N.V. — бельгийский производитель полуприцепов-цистерн и надстроек на шасси, является одним из лидеров в своей отрасли на рынке Европы.

## История
С момента своего основания (1963г.) STOKOTA занимается производством полуприцепов-цистерн и надстроек на шасси для транспортировки светлых и тёмных нефтепродуктов, газа (СУГ), минерального масла и АТЗ.
В 1996г. компания расширила свои производственные мощности и организовала производство в г.Келце (Польша) и г.Эльблонг (Польша), а также в 2000 году состоялось открытие завода во Франции.
Получив лидерские позиции на рынке STOKOTA начала развитие дилерской сети  (Ирландия, Швеция, Норвегия, Италия, Чехия, Белоруссия.) В 2014 году было открыто дилерское представительство в России.

## Собственники и руководство
Основные владельцы компании:
- Председатель правления: Вергалле Франк Андре Джозеф
- Генеральный директор-Хертегонне Марио Раймонд Жермен

## Деятельность

### Показатели деятельности
Компания Stokota N.V. производит более 3 000 полуприцепов-цистерн в год.